# Callie Thorne

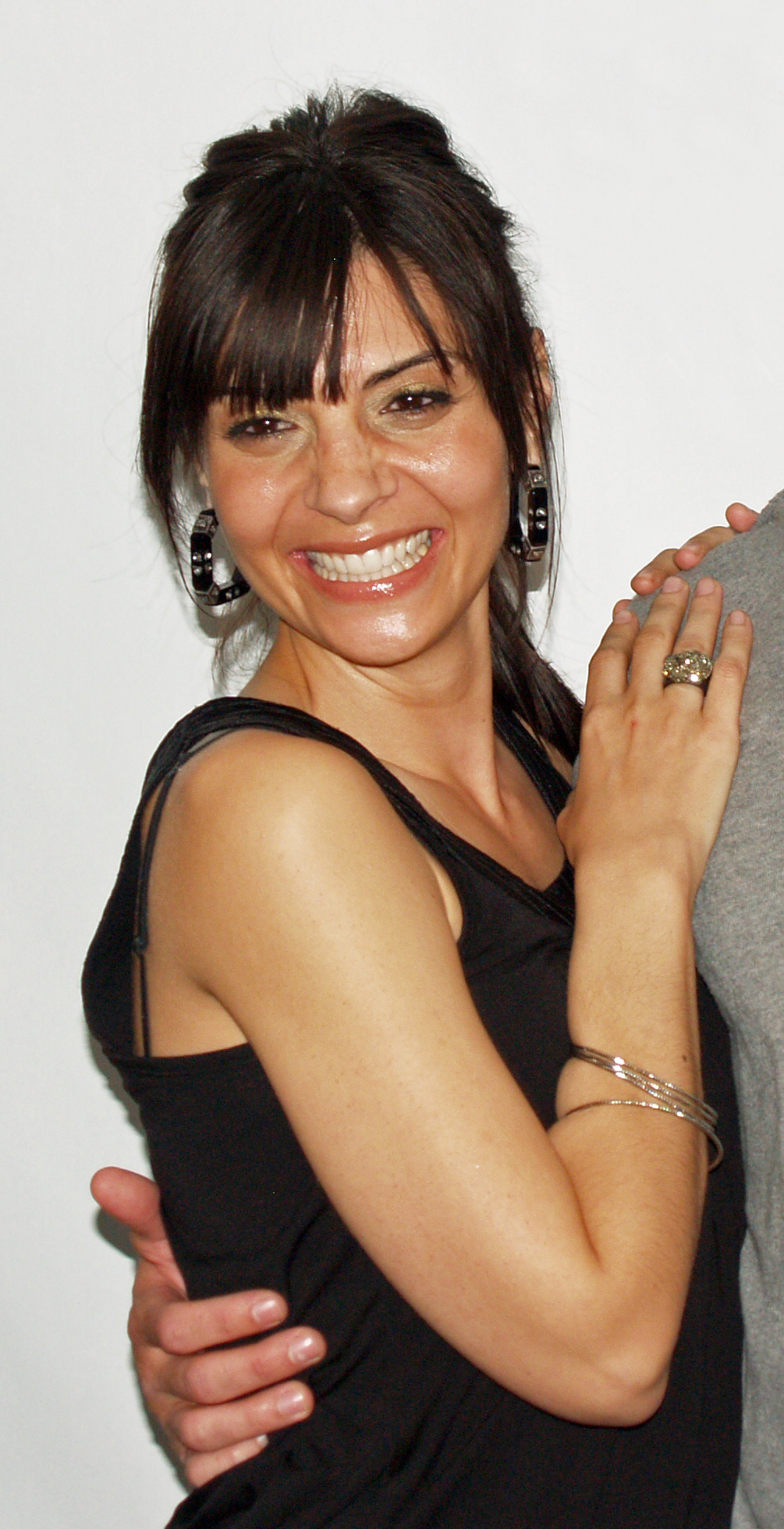
Callie Thorne beim Tribeca Film Festival (2008)

Calliope „Callie“ Thorne (* 20. November 1969 in Sudbury, Massachusetts) ist eine US-amerikanische Schauspielerin.

## Leben
Thorne machte 1987 ihren Abschluss an der Lincoln-Sudbury Regional High School und studierte danach Theater und Drama am Wheaton College in Massachusetts und am Lee Strasberg Theatre and Film Institute in New York City.
Ihr Schauspieldebüt gab sie 1996 in dem Film Ed’s Next Move. Bereits ein Jahr später erhielt sie eine Nebenrolle in der Fernsehserie Homicide. Es folgten kleinere Filmrollen sowie etliche Gastauftritte in Fernsehserien. Ab 2002 übernahm sie eine wiederkehrende Rolle in The Wire und von 2006 bis 2008 in Prison Break. Ihr bisher größter Erfolg ist die Serie Rescue Me, in der sie seit 2004 eine Hauptrolle an der Seite von Denis Leary spielt.
Seit Juni 2011 spielt sie eine der Hauptrollen in der USA-Network-Serie Dr. Dani Santino – Spiel des Lebens.
Neben Filmen und TV-Serien spielte Thorne bisher auch in diversen Theaterstücken mit. So beispielsweise 1999 in The Country Club an der Seite von Cynthia Nixon und 2005 in The Last Days of Judas Iscariot unter der Regie von Philip Seymour Hoffman.

## Filmografie (Auswahl)
- 1996: Ed’s Next Move
- 1997: Turbulence
- 1997–1999: Homicide (Homicide: Life on the Street, Fernsehserie, 44 Folgen)
- 1998: Next Stop Wonderland
- 2000: Whipped
- 2001: Seitensprünge in New York (Sidewalks of New York)
- 2002: Reine Nervensache 2 (Analyze That)
- 2002: Hysterical Blindness
- 2002–2004, 2006, 2008: The Wire (Fernsehserie, 12 Folgen)
- 2003: Washington Heights
- 2003–2019: Law & Order: Special Victims Unit (Fernsehserie, 7 Folgen)
- 2004–2011: Rescue Me (Fernsehserie, 93 Folgen)
- 2005: Strangers With Candy
- 2005–2006: Emergency Room – Die Notaufnahme (ER, Fernsehserie, 5 Folgen)
- 2006: Delirious
- 2006–2008: Prison Break (Fernsehserie, 8 Folgen)
- 2007: Liebe lieber ungewöhnlich – Eine Beziehung mit Hindernissen (Watching the Detectives)
- 2009: Welcome to Academia
- 2009: White Collar (Fernsehserie, Folge 1x03 Book of Hours)
- 2009: Royal Pains (Fernsehserie, Folge 1x04)
- 2009–2010: Burn Notice (Fernsehserie, 2 Folgen)
- 2010: Californication (Fernsehserie, Folge 4x08 Lights, Camera, Asshole)
- 2011–2013: Dr. Dani Santino – Spiel des Lebens (Necessary Roughness, Fernsehserie, 38 Folgen)
- 2012: Elementary (Fernsehserie, Folge 1x07)
- 2015–2016: The Americans (Fernsehserie, 3 Folgen)
- 2015, 2020–2021: Navy CIS: New Orleans (NCIS: New Orleans, Fernsehserie)
- 2015–2016: Detective Laura Diamond (The Mysteries of Laura, Fernsehserie, 15 Folgen)
- 2015–2016: Sex & Drugs & Rock & Roll (Fernsehserie, 3 Folgen)
- 2017: Be Afraid
- 2017: The Dark of Night (Kurzfilm)
- 2018: After Everything
- 2018: Erase (Fernsehfilm)
- 2022: Bull (Fernsehserie, Folge 5x09 Ohne Worte, ohne Gewissen)
- 2021: Mayor of Kingstown (Fernsehserie, Folge 2x08 Santa Jesus)